# Хацон
Хацон или Хатон (грч. Χάτζων; погинуо 616) — вођа Драгувита и предводник опсаде Солуна 615. или 616. године.

## Биографија
Племена Склавина су 610. године искористила слабљење Византије и прешла Дунав, након чега су у наредних неколико година, заједно са Аварима, опустошила Грчко полуострво и протерала локално становништво у грчке планинске пределе у центру полуострва и до острва Егејског мора..
Друге деценије 7. века Хацон, на челу племена Сагудата, Драгувита, Ринхина, Велегезита, Вајунита и Верзита, стајао је под зидинама Солуна. Према „Чудима Светог Димитрија Солунског“, Склавини су били толико сигурни у своју победу да су дошли са својим породицама и стварима, очекујући да ће град пасти и да ће у њему живети. Опсадници су са истока, севера и запада подигли логоре са својим кућним потрепштинама, а да би одсекли град од мора, саградили су огроман број чамаца по словенском узору (чврст балван од којег је издубљен чамац) . Током битке, Грци су ухватили Хацона и погубили га. После погибије свог вође, Склавини су се повукли из Солуна. Ово је била трећа склавинска опсада овог града.